# Detroit rock
A detroit rock az ausztráliai indie rockzene közkeletű megnevezése. Különösen népszerű volt Ausztráliában az 1980-as években. A név az amerikai Detroit városából származik, amely az amerikai garázs rock és heavy metal együttesek egy részének (Alice Cooper, The Stooges, MC5) származási helye volt. Ezek az együttesek voltak a legnagyobb hatással az ausztráliai indie zenészekre.
A stílus egyik legnépszerűbb és legbefolyásosabb együttese a Radio Birdman volt, amelynek vezetője, Deniz Tek Detroitból származott.